# Goblin di Kelly-Hopkinsville

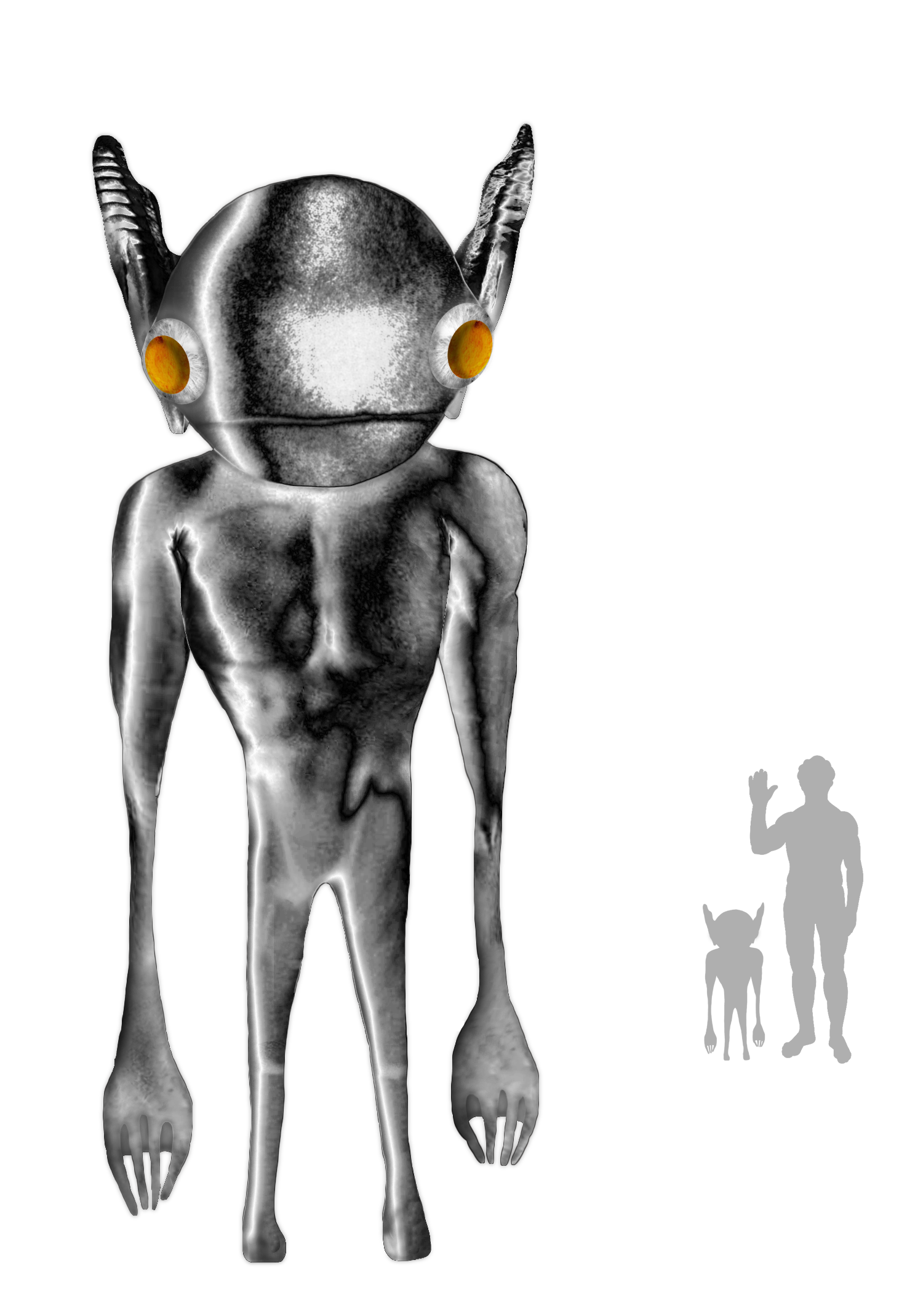
Rappresentazione artistica del "Goblin di Hopkinsville"

Il Goblin di Hopkinsville, ricordato anche come caso degli uomini verdi o incontro di Kelly-Hopkinsville, fu un presunto incontro ravvicinato con creature extraterrestri avvenuto nel 1955 vicino a Kelly e Hopkinsville in Christian Country, Kentucky. Gli ufologi lo considerano uno dei casi più significativi e ben documentati nella storia di incidenti UFO, sebbene alcuni scettici ritengano sia dovuto ad effetti di eccitazione ed errori di identificazione di fenomeni naturali quali comete o gufi. Molti psicologi utilizzarono il caso come esempio di pseudoscienza per aiutare gli studenti a distinguere verità e finzione.

## Cronologia
La sera del 21 agosto 1955, cinque adulti e sette bambini arrivarono alla stazione di polizia di Hopkinsville affermando di aver subito l'attacco di alcune creature aliene nella loro fattoria. Esse erano scese da una navicella spaziale e li avevano costretti a difendersi con armi da fuoco per quasi quattro ore. Due degli adulti, Elmer Sutton e Billy Ray Taylor, sostennero di aver sparato a dodici o quindici piccoli esseri scuri, i quali più volte si erano affacciati alla finestra e alla porta.
Temendo uno scontro a fuoco tra cittadini locali, quattro vigili urbani, cinque membri della polizia di stato, tre vice-sceriffi e quattro poliziotti militari della vicina base della US Army di Fort Campbell, portarono avanti le indagini, non trovando nulla se non i fori prodotti dagli spari in porte e finestre.
I residenti affermarono un ritorno delle creature alle 3:30 del mattino.

## Il caso nei media e possibili spiegazioni
Le dichiarazioni della famiglia ricevettero attenzione dalla stampa locale e nazionale; nei primi articoli non si fa riferimento al colore verde delle creature, ripreso in seguito. La dimensione stimata variava da due a quattro piedi. Altri dettagli come le grandi orecchie a punta, le mani con artigli, gli occhi che brillavano e le zampe gialle e sottili apparvero in seguito in svariati articoli.
Alcuni psicologi come Rodney Schmaltz e Scott Lilinfeld citarono l'incidente come esempio di pseudoscienza, affermando che le creature avessero origini "terrestri", trattandosi di gufi reali scambiati dai residenti della fattoria per alieni.

## Il goblin di Hopkinsville nella cultura di massa
La comunità di Kelly celebra l'anniversario dell'avvistamento il terzo fine settimana di ogni mese di agosto con un evento chiamato "Little Green Men Days".
Il Pokémon Sableye, introdotto in Pokémon Rubino e Zaffiro, si basa sui goblin descritti nell'incontro Kelly-Hopkinsville. La loro animazione si basa sull'andamento ondeggiante descritto dai testimoni come tipico delle creature.
Altri riferimenti ai goblin possono essere anche osservati nelle sue MegaEvoluzione, colorazione cromatica e voci pokedex.
Nel gioco di ruolo Pathfinder, gli "hobkins", un tipo di gremlin dal Bestiario del 5° libro, si basa sui goblin descritti nell'incontro.
Il caso di Hopkinsville è stato fonte d'ispirazione per il 4º episodio della 1ª stagione della serie TV Project UFO, intitolato Testimone attendibile.
Allo stesso caso è dedicato il 4º episodio della 2ª stagione del serial televisivo Project Blue Book (inedito in Italia), intitolato Hopkinsville. 
L'avvistamento di Hopkinsville è stato la base per un musical messo in scena a Chicago.